# Urška Žigart
Urška Žigart   () és una ciclista eslovena de carretera, professional des del 2015 i que actualment corre per a l'equip AG Insurance - Soudal Team en categoria UCI Women’s WorldTeam.
Ha guanyat el campionat nacional de ruta al 2024 i quatre cops el de contrarellotge. Està casada amb el també ciclista Tadej Pogačar.

## Palmarès en ruta
- 2020
  -  Campiona d'Eslovènia en contrarellotge
- 2021
  - Vencedora d'una etapa a la Setmana Ciclista Valenciana
- 2022
  -  Campiona d'Eslovènia en contrarellotge
- 2023
  -  Campiona d'Eslovènia en contrarellotge
- 2024
  -  Campiona d'Eslovènia en ruta
  -  Campiona d'Eslovènia en contrarellotge

### Resultats a les Grans Voltes

#### Giro d'Itàlia
- 2018. 63a posició
- 2019. 50a posició
- 2020. 78a posició
- 2023. abandona a la 6a etapa
- 2024. 12a posició
- 2025. 9a posició

#### Tour de França
- 2022. 29a posició